# Bad Aussee
Bad Aussee is een gemeente in de Oostenrijkse deelstaat Stiermarken, en maakt deel uit van het district Liezen.
Bad Aussee telt 4934 inwoners. Tot eind 2011 was het de hoofdplaats van de de politische expositur Bad Aussee, die vijf gemeenten omvatte en grotendeels als afzonderlijk district functioneerde.

## Geboren
- Klaus Maria Brandauer (1943), acteur

## Galerij

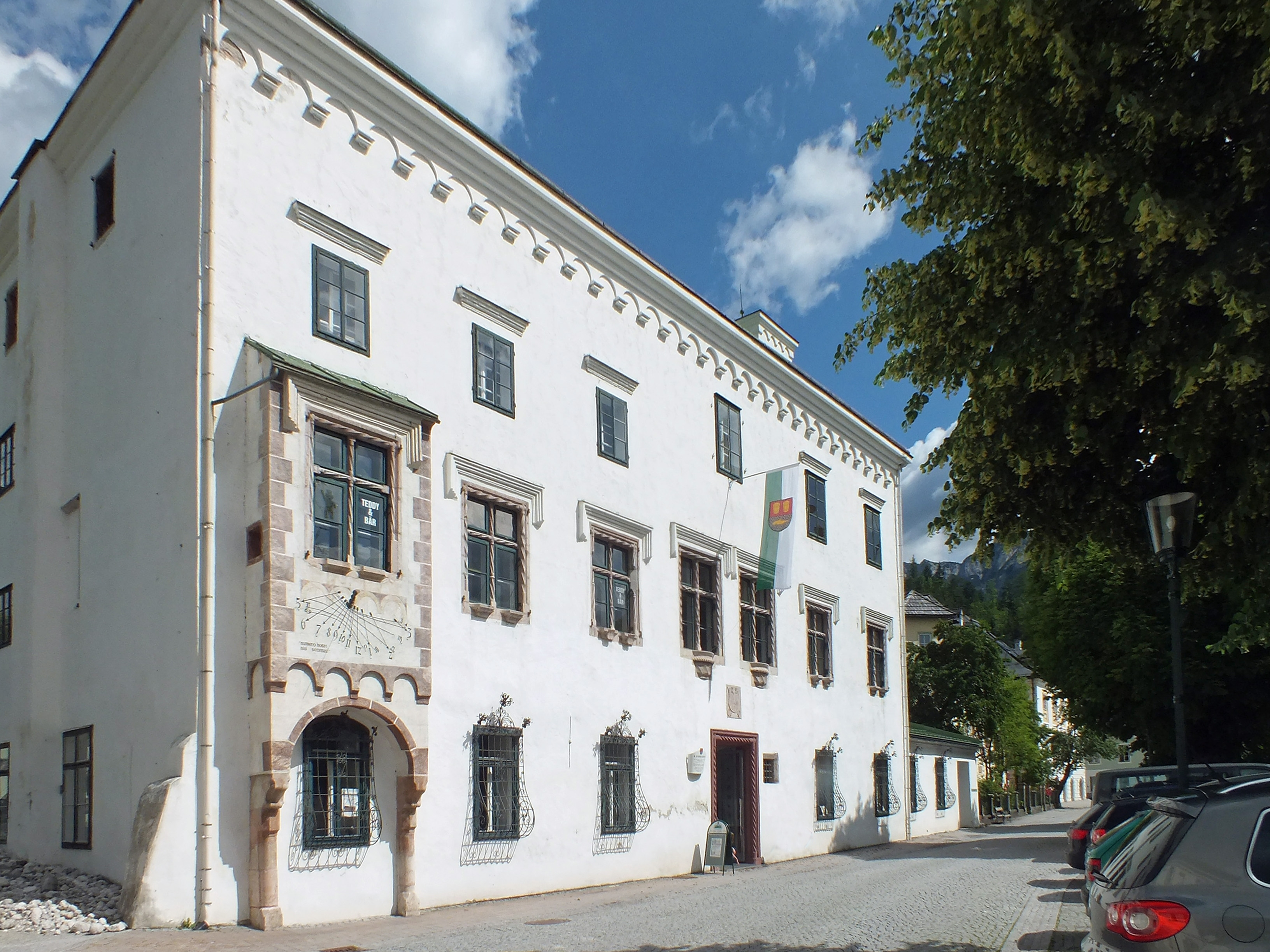
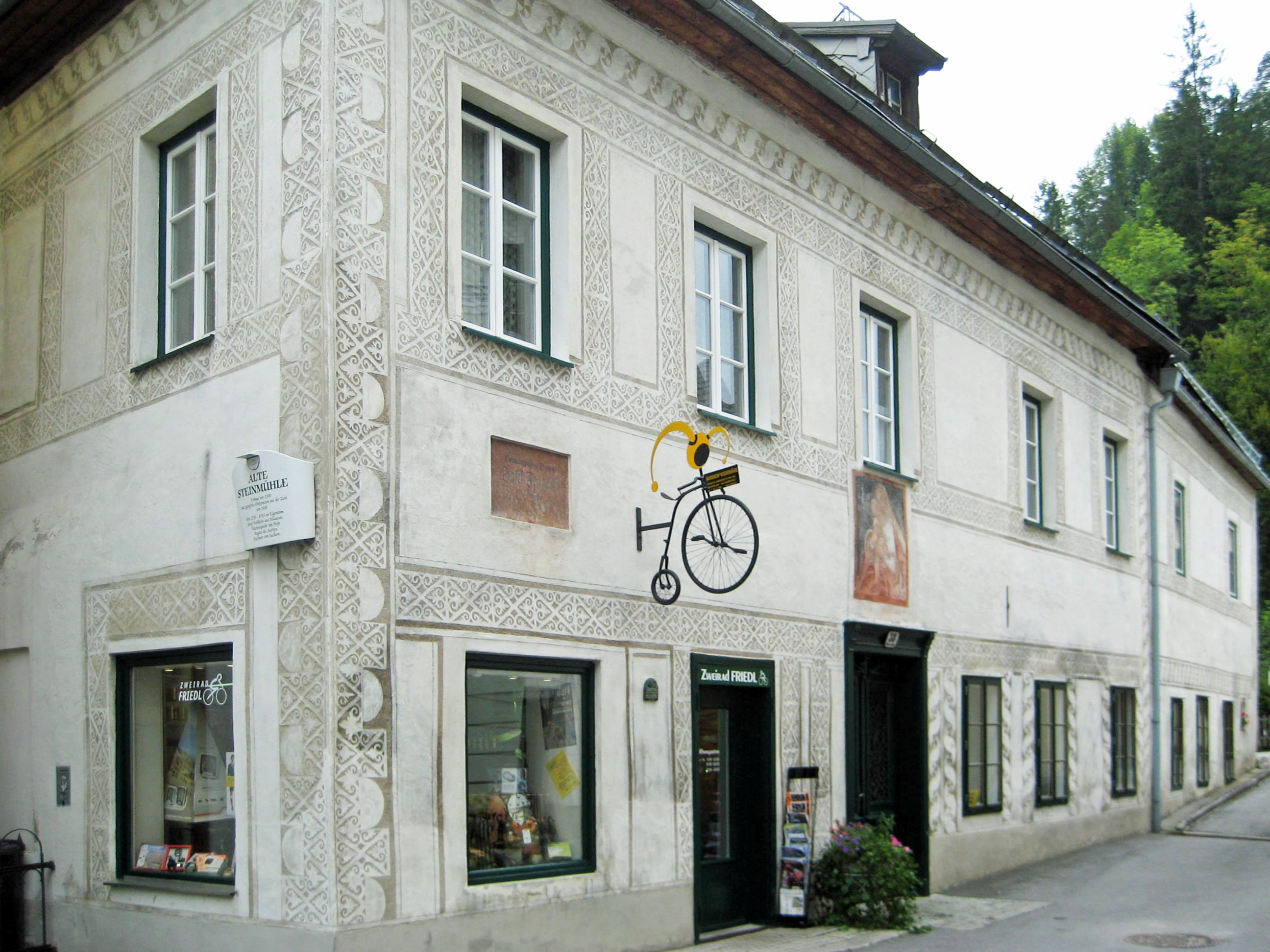
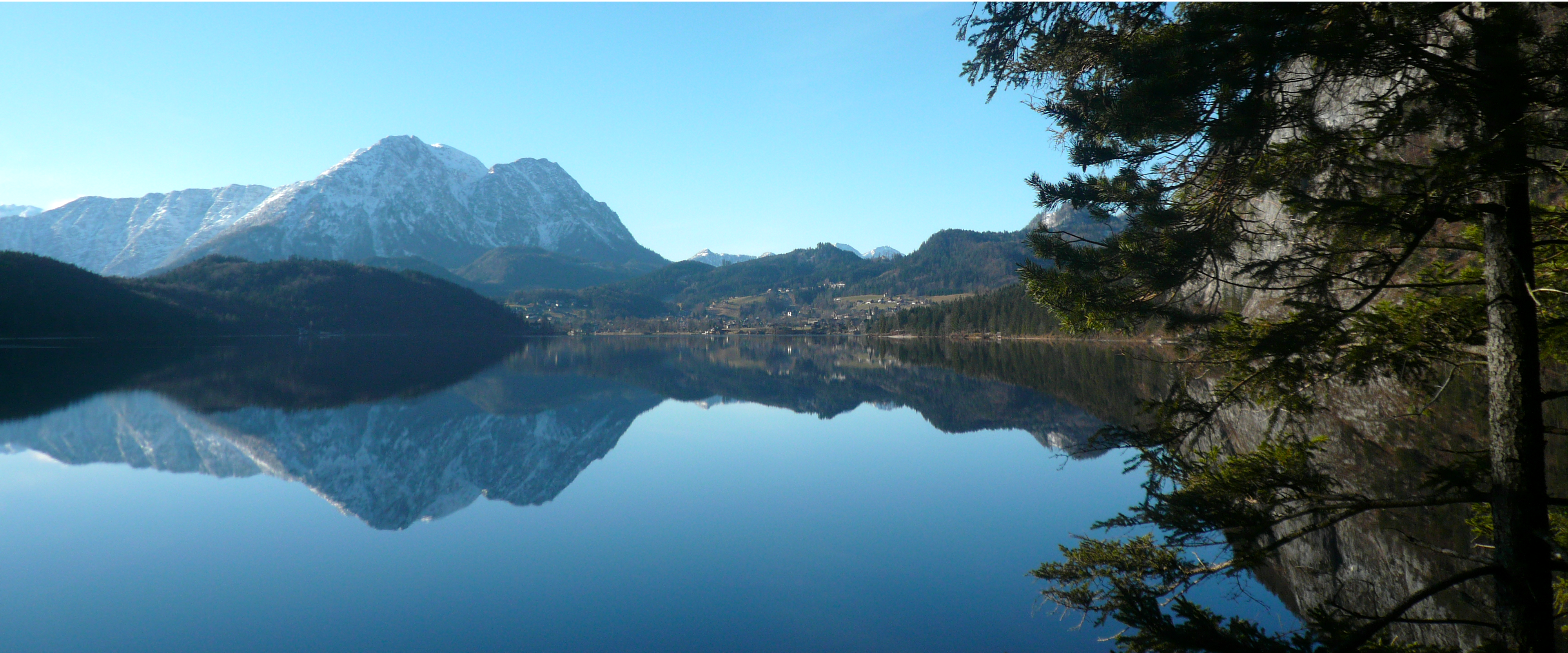
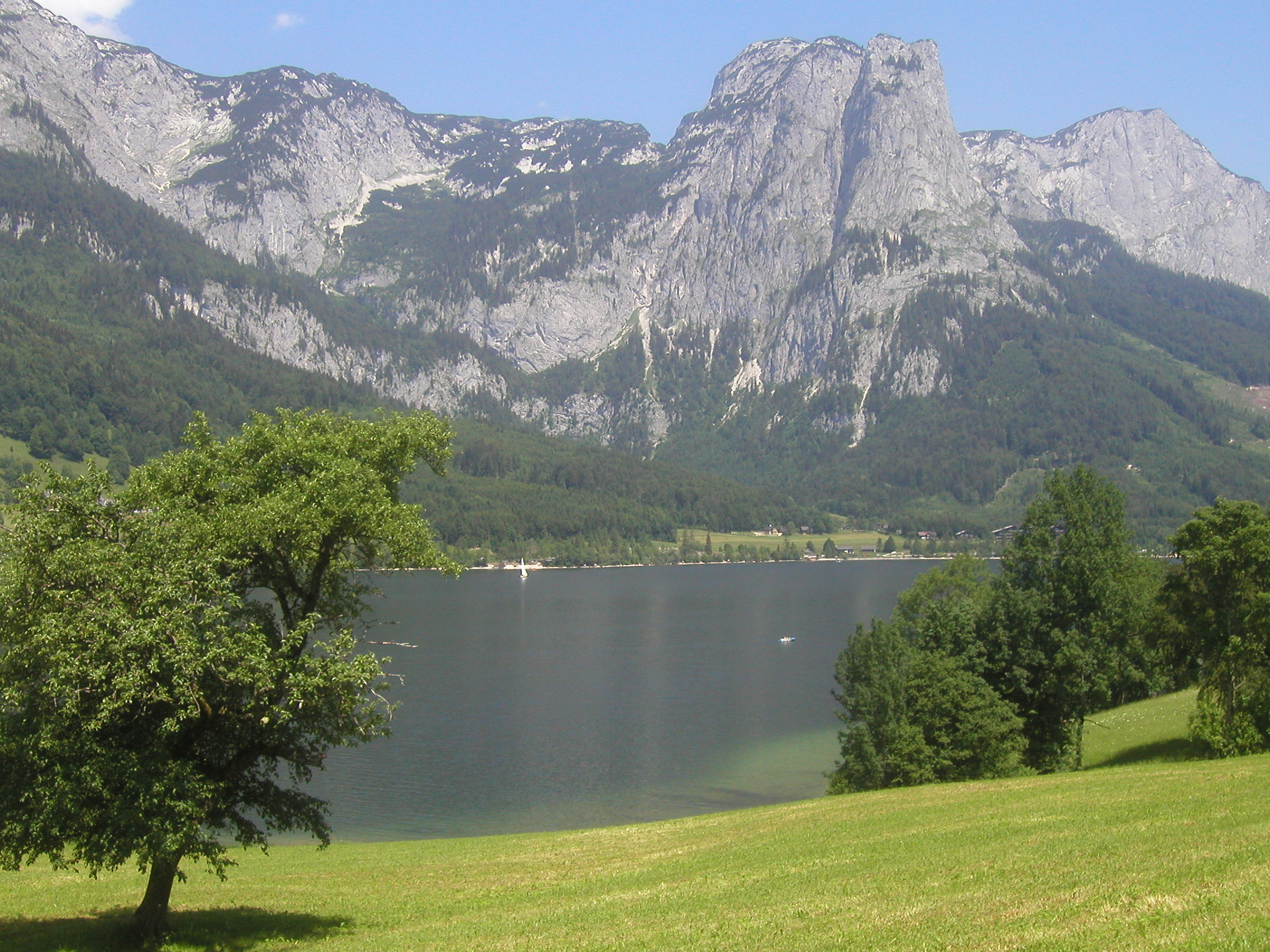